# الحرب البحرية في الحرب العالمية الأولى
العمليات البحرية في الحرب العالمية الأولى ازدهرت في الاساس تلبية لحاجة الدول لضمان سلامة طرقها البحرية ولسد وتفخيخ طرق العدو. وبشكل ادق اتبعت القوات البحرية لقوات التحالف (البحرية الملكية البريطانية، البحرية الفرنسية، البحرية الامبراطورية الروسية، الاسطول الملكي الإيطالي، وبصورة محدودة: بحرية الولايات المتحدة الأمريكية والبحرية الامبراطورية اليابانية) سياسة تهدف إلى التحكم والاستفادة من مرورها البحري وسد الطرق المعادية. ولكن على العكس تميزت العمليات البحرية لقوات دول المركز (البحرية الألمانية، البحرية النمساوية المجرية، والبحرية العثمانية) بسياسة الكر والفر: فنظرا لفلة اعدادهم، لم تتدخل اساطيل امبراطوريات المركز في معارك جبهية مع العدد الأكبر من العدو ولكن حافظو علي تهديد قواهم محاولين ارباك صفوف العدو وسد طرقهم وتفخيخ التجارية منها عن طريق استخدام وحدات سريعة وغواصات وسفن مساعدة (سفن تجارية في الاصل استخدمت لغرض حربي).
نُفذت العمليات الحربية (بشكل اقل أو أكثر مباشرةً وكثافةً) في جميع المحيطات وصفحات المياه الموجودة في العالم. فاذا كان بحر الشمال مسرح للاشتباكات عن بعد بين اسطول اعالي البحار الألماني Hochseeflotte واسطول جراند البريطاني Grand Fleet (وهو الاسطول الرئيسي في البحرية البريطانية في الحرب العالمية الأولى), ففي البحر المتوسط تشابكت اساطيل إيطاليا وفرنسا والمملكة المتحدة (مع اسهامات صغيرة من قبل اليابان وأستراليا واليونان) مع البحرية النمساوية المجرية والتي كانت محصنة داخل موانيها علي البحر الادرياتيكي، بالإضافة الي انخراطها في تحطيم الدفاع العثماني في مضيق الدردنيل. ووجدت الامبراطورية الروسية نفسها في مواجهة ألمانيا في بحر البلطيق ومواجهة الامبراطورية العثمانية في البحر الأسود، بينما الاساطيل كثيرة العدد التابعة لليابان وأستراليا تغلبت بنجاح علي السفن القليلة الألمانية التي كانت في حماية مستعمرات المحيط الهادي: أيضا المحيط الهندي ومياه أمريكا الجنوبية كانتا مسرح للاشتباكات بين السفن المساعدة الألمانية وفرق طرادات التحالف المرسلة للقبض عليهم. وفي النهاية المحيط الاطلنطي كان مسرح لأول حملة تحت الماء في التاريخ، بين غواصات ألمانيا الحربية المخصصة ضد المرور التجاري المباشر المتجه نحو الجزر البريطانية والمجهزة للاشتباك مع قوات المملكة المتحدة المشتركة (وبعد 1917) الولايات المتحدة.
تميزت الأعوام الأخيرة من القرن التاسع عشر وبداية القرن العشرين بسباق تسلح هائل تأثرت به كل قوى العالم العظمى، بخاصةً في مجال التسلح البحرى. وأنبأت أزمة المغرب الأولى – وما تبعها من اشتباكات واحتكاكات بين فرنسا والمملكة المتحدة «بريطانيا» من جهة وألمانيا من جهة أخرى من أجل السيطرة على مراكش «المغرب» – بنشأة مواجهات جديدة عن طريق البحر. بعد أن أصبحت ألمانيا دولة موحدة فقط في عام 1871, فرضت نفسها كقوة عظمى، وتدخلت مؤخرا في السباق لانتزاع السيطرة على المستعمرات في جميع أنحاء العالم – خاصة في الاشتباكات مع فرنسا وبريطانيا، كما تدخلت لزيادة نفوذها الاستعمارى في جميع أنحاء العالم. اضطرت الحكومة الألمانية إلى تطوير اسطورها الحربى: كانت القوات البحرية التابعة لمملكة بروسية ولدولة ألمانيا - حديثة الولادة - تمثل قوة هائلة ومخصصة تحديدا للدفاع عن المياه الساحلية الوطنية، ولكن مع تعيين الأدميرال ألفريد فون تيربيتز وزيرا للبحرية.وفي عام 1897, أصبح تطوير أسطول أعالى البحار من الركائز الرئيسية في سياسة ألمانيا. وهذا ما اجمعت عليه نظريات خبير الحروب البحرية الفريد ثاير ماهان، وعلي الرغم من ان ابحاث كتلك دارات حولها الشكوك الا انها في السنوات الأولى من القرن العشرين لعبت دورا هاما في السياسة في دول عدة.فإذا كان تطور الأسطول الألمانى - من وجهة نظر سياسية - واحدا من الأسباب التي أدت إلى تحالف المملكة المتحدة مع الأعداء التقليدين لألمانيا: فرنسا وامبراطورية روسيا، فإنه من وجهة نظر عسكرية دفع البحرية الملكية البريطانية إلى اتباع سياسة «سفينتين مقابل واحدة», مطلقة سفينتين حربيتين مقابل كل سفينة ألمانية واحدة. وعلى الرغم من أن هذا كان يبدو مستحيلا، فقد اتفق أغلبية خبراء بناء السفن البريطانيون على عدم وجود أهمية للاحتفاظ أيضا بجيش برى كبير مماثلا للجيش الألمانى سامحين للملكة المتحدة ان يكون لها الأفضلية العددية على الأعداء.
أثر النزاع البحرى بين إنجلترا وألمانيا بعد ذلك في العالم كله. فمثلما حدث في بحر الشمال من اجراءات، شهدت منطقة البحر المتوسط سباقا في التسلح البحرى ولكن على نطاق أصغر. فقد سعت مملكة إيطاليا إلى تدعيم مكانتها بوصفها قوة اقليمية في مواجهة مصالح فرنسا والامبراطورية النمساوية المجرية. وخارج أوروبا، أكدت الولايات المتحدة مكانتها كفوة افليمية بالانتصار في الحرب الإسبانية الأمريكية، بادئة بذلك فرض سيطرتها على باقى القارة الأمريكية. وفي آسيا، كانت قد ظهرت إمبراطورية اليابان كقوة اقليمية مهيمنة بعد الحرب اليابانية الصينية الأولى وخاصة في الحرب اليابانية الروسية، وتدريجيا أصبح للامبراطورية اليابانية دورا واضحا ودائما في المشهد العالمى وذلك أيضا بفضل التحالف القوى مع المملكة المتحدة. ومن هنا رأت الولايات المتحدة واليابان في إنشاء أساطيل حربية كبيرة طريقة للدفاع عن المكانة التي اكتسبوها وتأكيدا لنفسها كقوة عالمية.

## التكنولوجيا البحرية
```
فوق السفينة الحربية النمساوية SMS راديتزكي، نموذجية قبل المدرعة البحرية، تحت التصاميم الثورية للالمدرعة البحرية. في نهاية القرن التاسع عشر وكان الوحدة الرئيسية من معركة حربية pluricalibro، سفينة تقل عن 20,000 طن إزاحة وسرعة قصوى لا تتجاوز 18 عقدة، التي تم إنشاؤها بواسطة نظام دفع يعتمد على البخار البديلة التي تعمل بالفحم، واستند التسلح على أربعة بنادق الرئيسي من 280 ملم أو 305 مرتبة في برجين على القوس وشتيرن، وعدد كبير من قطع قطرها أصغر وضعت على طول الجانب من بدن السفينة، في BARBETTE أو مدرعة كيسميتس، حل لل أثبت دليل على حقائق كافية لأن القطع المعرضة للرطوبة ورذاذ الملح، ولأن الأفق لإطلاق النار ظهر منخفضة بشكل مفرط مقارنة مع أماكن الإقامة في برج دوار. وفقا لمذهب التكتيكية من الوقت، فإن سفينة حربية واجهت العدو باستخدام التسلح الثانوي أساسا في حين أن قطعة من العيار الثقيل من شأنه أن يخدم لإعطاء «رصاصة الرحمة» على العدو هزم: وكان سبب هذا من حقيقة أن من ناحية وكان المدافع ذات العيار الصغير أعلى معدل لاطلاق النار، على أنظمة الكشف عن الأخرى، وكانت مسافات لقطات لا يزال بدائية نوعا ما، ويسمح فقط فعالة من مسافة قصيرة. لا تزال العديد من السفن مجهزة مع البراغي إلى ذاكرة الوصول العشوائي العدو، ومعقدة، وأنابيب طوربيد مكلفة وثقيلة وضعت تحت سطح الماء: كلا، وإثبات الحقائق، أثبتت أنها أكثر وأكثر جدوى في المعارك بين السفن أكثر.
```

حتى خلال الحرب الروسية اليابانية في العام 1904-1905 كان من الواضح أن التغيرات التكنولوجية التي تجري تم تغيير أيضا وسيلة لخوض الحرب في البحر: قاد التحسينات من التقنيات لإنتاج سبائك الصلب أفضل الصلب، مما يزيد من جودة وسماكة الدرع لدرجة أن المدفعية الثانوية ظهرت لا أكثر فعالية ضدهم، وهذا، إلى جانب تحسينات في إنتاج البنادق التي جلبت معدل لاطلاق النار من المدافع الكبيرة تقريبا على قدم المساواة مع أن من عيار صغير، دفعت إلى إعادة النظر في دور السفن المدفعية الرئيسي، ويعطيها أعلى معدل انتشار على تزوير الثانوية. أدى إدخال جيروسكوب ونظم مركزية لمكافحة الحرائق إلى مزيد من التحسينات في فعالية المدفعية: مجموعة مفيدة من القذائف، حتى محدودة ثم إلى أقل من 2,000 متر، مرت في 7000 إلى 10,000 متر.

## بداية الاعتداءات
في المقدمة برسلاو برفقه «جوبين» في المشهد من عام 1912، وارسلت هذه السفنتين الالمانيتين إلى تركيا في البداية الصراع المحايد لمنع روسيا في البحر الأسود. ووقع اندلاع الصراع مع وقت اعلان الحرب بدايه من النمسا والمجر حتى صربيا في 28 يوليو 1914، ووجدت القوات البحرية ان الدول المتحاربه نفسها مضطره للتعامل مع العمليات البحرية الأولى. وعلى الرغم من ان فرنسا وبريطانيه وروسيا وألمانيا والنمسا والمجر حشدت سفنهم الا ان دول اخر مثل إيطاليا والامبراطوريه العثمانية وبلغاريا واليونان ورومانيا كانوا محايدين في البداية مما ادى إلى التاثير على استراتيجيات المحاربين. وكان الاميرال فيلهلم سوشر قائد فرقه ميته مير من المجموعة القتاليه الالمانيه المكونة من اطراد معركه «جوبين» وبرسلاو بواسطه الضوء في اندلاع النزاع في منطقه البحر الأبيض المتوسط وبشكل أكثر تحديدا في منطقه «بولا» حيث تقنيات اصلاح مراجل جوبين. وفي 3 من أغسطس تلقى سوشون اوامر بالتوجه نحو الحلول الضيقة لتركيا، وهذا لمصلحه المانيه لتامين وضمان الصداقة بين الاتراك التي لا تزال محايده وبالتالى الحفاظ على روسيا عالقه في البحر الأسود (15).
وكان الاميرال النمساوى انطون هاوس ومارينكوماندانت ومارينزيكشن رئيس وزارة الحربية في عام 1913، عند اندلاع الأعمال القتاليه والشعور بالقلق للدفاع عن اسطولها وضمان الدفاع عن السواحل الننمساويه وخاصه الحدود الجنوبية مع معظم الجبل الأسود حليف صربيا، والتي هيمنت مدفعيه القاعدة البحرية كوتور. ولكن الحياديه الايطاليه كانت أيضا سبب اضطراب هاوس. ففى الواقع حاله التدخل العسكرى الايطالى إلى جانب الحلف ادى إلى ان أصبحت الخطوط البحرية العدو الرئيسى لكوك كريغسمرين، وفي هذا الراى كل من الضرورى للحفاظ على الاسطول على الكبر قدر ممكن استعداد لمواجهه اخطر العدو.
في 6 من أغسطس وقع كل من اللورد الأول للبحريه وامير باتنبرغ ونائب رئيس هيئه اركان الاسطول الفرنسى سشويرر اتفاقيه بحريه في لندن والتي تعيين إلى فرنسا واتحاه العمليات البحرية في البحر الأبيض المتوسط. والقوات البريطانية في البحر الأبيض المتوسط ستكون تحت قياده الفرنسى بوو دى لابيريرى كلاهما في جبل طارق ومالطا سيكون تحت تصرف الفرنسيين.(17) بالاضافه إلى ذلك كان الاسطول البريطانى في البحر الأبيض المتوسط تحت قياده السير ارشيبالد ميلن لتقديم المساعدة لاعاده القوات الفرنسية من أفريقيا. وبذلك قام البريطانين غادروا المسؤؤليه الفرنسية في البحر الأبيض المتوسط إلى التركيز بدلا من ذلك لمواجهه الالمان في بحر الشمال وأيضا اسطول البحر المتوسك يتالف من ثلاث طرادات حديثه القتال ومنيعه غير مرنه لا تقهر بالاضافه إلى صناعه اربع مدراعات واربعة طرادات خفيفه واربعة عشر مدمرات وان كان ذلك تحت قياده فرنسيه ففى الواقع منطقه العمليات البريطانية هي مجال مالطا وشرق بحر ايجه.(18)

## القوى في المعسكرات
كجزء من جهاز الدفع، اختراع التوربينات البخارية في عام 1884 لم إحداث نقلة كبيرة إلى الأمام: كانت البوارج الكبيرة الآن قادرة على التحرك بسرعة أعلى بكثير من 20 عقدة، مع وحدات أصغر قادرة على التغلب حتى 25 عقدة ونتيجة لذلك، بدأ حجم السفن أن ينمو بشكل كبير. الزيادة في سرعة خفض التهديد الذي يمثله أكبر الغواصات والسفن، سلاح البحرية في ترسانة الأخذ في الآونة الأخيرة: بطيئة جدا في الغوص ويكون الحكم الذاتي قليلا، كان الغواصات الآن فرصة ضئيلة لاتخاذ الهدف في وحدة سريع، قادرة على التحرك بسرعة للخروج من النطاق، فإنه ساعد سطح أيضا لتوجيه السلاح للبحث عن حركة المرور أبطأ التاجر. تم تعويض الخسارة من السرعة التي تصرفت هذه الأنظمة: تطبيق ضد هياكل السفن (وشبكات مضادة للطوربيد، التي، مع ذلك، أثبتت أقل فعالية) تقلص، على الأقل للوحدات ذات حمولة كبيرة، والتهديد الذي تشكله الألغام البحرية والطوربيدات أنظمة الدفع الجديدة، وتحسين تقنيات تقسيما صارما، الذي أثبت الألمان لتكون قادرة جدا، وزيادة فرص البقاء على قيد الحياة من الحرب الحرفية.
استخدام جديدة ضخمة من النفط بدلا من الفحم كمادة مفجرة زيادة كبيرة في الحكم الذاتي من السفن وجعلها أقل وضوحا للعدو، كما أنتجت النفط كمية أقل من غازات العادم، وعلى العكس، هذا أنتج المطالب الجديدة للسياسة الدولية، تتعلق الحاجة إلى ضمان امدادات ثابتة من النفط من البلدان القليلة التي تم إنتاجها: صعوبة في الحصول على الوقود الجديدة دفعت الألمان للحفاظ على قوة الدفع الفحم أساسا، يمكن الحصول عليها من أسلم الرواسب المعدنية من منطقة الرور. أصبح الراديو أكثر على نطاق واسع على وحدات بحرية، مما يتيح اتصال أفضل من أوامر، في حين قرب نهاية الحرب بدأت أيضا تظهر الأمثلة البدائية الأولى من السونار، للكشف عن وحدات المغمورة.

## مسارح العمليات

### بحر الشمال
كان بحر الشمال المسرح الرئيسي للحرب البحرية في الصراع العالمي الأول: هنا حدثت المواجهة بين اعتى قوتين بحريتين من الجبهتين، اسطول جراند البريطاني Grand Fleet واسطول اعالي البحار الألماني Hochseeflotte؛ وعلى الرغم من اتفاق الجميع على ان الاسطولين كانا سيتوجب عليهما المواجهة في اشتباك مباشر عاجلا ام اجلا، على العكس قرر كلا من القادة تبني إستراتيجية المراوغة، متحدين بعضهما البعض بطريقة غير مباشرة مع عدم المخاطرة بالنواة المركزية لكل من قواتهما. وعلى الفور قامت البحرية الملكية بفرض حاجز مائي ضيق علي حساب الموانئ الألمانية: وفي خلال شهور تم اغراق والقبض على 383 باخرة بريطانية بينما اجبرت 788 أخرى اضطرت الي اللجوء في موانئ محايدة، وبذلك تم اخسار قوات المركز حوالي 61% من اسطولها التجاري.
كانت الشهور الأولى من الحرب مكرسة من الجانبين لتمديد حقول الغام للدفاع عن قواعدها ولعرقلة طرق العدو التجارية في الحوض؛ وقد كانت اغلب الخسائر البحرية الأولى ناتجة عن الالغام: في السادس من أغسطس 1914 اصطدمت الطرادة البريطانية السريعة HMS Amphion بلغم ألماني وغرقت حاملة معها علاوة على الطاقم سجناء «واضعة الالغام» الالمان التي وضعت القنبلة، فنتج 150 غريق في المجمل، بينما في السابع والعشرين التالي غرقت البارجة الحربية HMS Audacious بعد اصطدامها بقنبلة بعيدا عن سواحل ايرلندا. وفرت عمليات وضع الالغام والاستطلاع في الحوض على الفور فرصة لتشابكات بين مجموعات تابعة لوحدات سريعة من المتنافسين: فقد هاجمت فرقة من الطرادات البريطانية في الثامن والعشرين من شهر أغسطس عام 1914 مجموعة من السفن الألمانية في خليح هيغولاند مؤدية بذلك الي غرق ثلاث طرادات سريعة من صفوف العدو دون أي خسائرفي صفوفها؛ على العكس اغرقت الغواصة الألمانية U-9 في الثاني والعشرين من سبتمبر التالي في سياق حركة 22 سبتمبر ثلاث طرادات قدامى مصفحة بعيدا عن السواحل الهولندية.
كان فريق طرادات الحروب الألماني بقيادة الاميرال Franz von Hipper مكون من السفن الاسرع والأحدث، وفي وقت قريب كان مكلف بمهام تفجيرية للساحل الشرقي لانجلترا، كأسلوب ضغط نفسي على وجه التحديد أكثر من كونه بغرض الحاق اضرار مادية: فقد فجر الالمان في الثالث من نوفمبر عام 1914 يارموث، خاسرين في طريق العودة الطرادة المصفحة SMS Yorck بسبب اصطدامها بلغم؛ وفي السادس عشر من ديسمبر قامت طرادات Hipper بقصف مواطني مدينة سكاربور وهارتلبول ويتبي مع هروب القليل مع ردة فعل السفن البريطانية. بينما استطاعت طرادات الحرب البريطانية بقيادة الاميرال David Beatty القبض على فريق Hipper قبل ان يلوح في افق سواحل بريطانيا وذلك عن طريق التلصص على رسالة لاسلكية ألمانية في الرابع والعشرين من يناير 1915: بعد اشتباك بالقرب من Dogger Bank استطاع Hipper ان يتراجع ويعود مرة أخرى للقاعدة ولكن مع خسارة الطرادة القديمة SMS Blücher؛ وبعد هذه العملية منع القيصر أي خروج اخر لوحدات أعالي البحار Hochseeflotte الثقيلة بدون امر مباشر منه.
بقى الوضع هادئا في الحوض لحوالي عام ونصف مع اشتباكات متفرقة فقط بين وحدات خفيفة من الجانبين؛ ولكن بدأت الاوضاع في التغير مع بداية عام 1916, عندما تولى الاميرال Reinhard Scheer قيادة اسطول اعالي البحار Hochseeflotte: وقد كان مؤيدا لسياسة أكثر شراسة، فخطط Scheer لابادة اسطول جراند عن طريق جذب مجموعات قليلة العدد منفردة في كل مرة من الوحدات البريطانية لمواجهة قوته الكاملة من السفن المصفحة، هذا بالإضافة الي تعزيز دور أكثر عدواة فيما يخص الغواصات الألمانية.
في الرابع والعشرين من أبريل 1916 قصفت طرادات Hipper مدينة يارموث وويستوفت بينما ايدت مدرعات Scheer الحركة في انتظار انطلاق فصائل بريطانية لاصطياد السفن الألمانية التي قامت بالغارة؛ مرّ الفريقان المتعاديين باقل من 80 كيلومتر واحدا تلو الآخر ولكن لم يدخلا في اشتباك. في الساعات الأولى من 31 من شهر مايو 1916 انتشرت قوات اعالي البحار الألمانية كاملة في البحر محاولة التجسس علي وحدات بريطانية منعزلة تقوم بالملاحة بعيدا عن السواحل الدنماركية؛ فسمح التجسس علي الرسائل اللاسلكية للبريطانيين بمعرفة الغارة المفاجئة التي ينوى القيام بها الالمان، وقام اسطول جراند بالانتشار في البحر تحت قيادة الاميرال John Jellicoe. وفي ظهيرة 31 مايو تواجه الاسطولان بعيدا عن سواحل يوتلاند: وبعد أول تقاتل بين طرادات Hipper وBeatty, اشتبكت القوات الرئيسية من اساطيلهم مع الالمان، وكانو في قلة عددية واضحة، وحاولوا الرجوع الي قواعدهم ولكن مُراقبين من قبل البريطان؛ وبعد سلسلة من المناورات وبفضل حلول الليل، نجح Scheer في فض الاشتباك وارجاع قواته الي القاعدة. وكانت معركة يوتلاند التي تعتبر الاشتباك الحربي الأكبر في الحرب له نتيجة واضحة: فاذا الحق الالمان خسائر بالعدو أكثر مما لحق بهم (فخسر اسطول جراند ثلاث طرادات حربي وثلاث طرادات مصفحة وثمان مدمرات و6945 رجل مقابل 4 طرادات سريعة وخمس مدمرات و3058 في صفوف الالمان), فان ذلك لا ينبأ بتفوق الاسطول البريطاني، ولكن يجب الوضع في الحسبان انها اقوى وقادرة على الحفاظ على حواجزها علو سواحل إيطاليا بالكامل.
اجبرت المخاطر التي استطاع ان يتفادها Scheer على عدم المخاطرة باسطول اعالي البحار في هجمة واحدة مرة أخرى: ففي الثامن عشر من أغسطس انتشر اسطول الاميرال شبه كاملا في البحر للقيام بغزوة جديدة على السواحل الإنجليزية؛ ولكن رؤية السفن الهوائية الألمانية لتكوين بريطاني واسع اجبره على ارجاع قواته للقاعدة دون الاشتباك مع العدو. ومنذ ذلك الحين حتى الانتهاء من الصراع في بحر الشمال نشبت فقط هجمات على نطاق ضيق؛ وقد كان اخر قتال يُرى فيه سفن رئيسة كان في 17 نوفمبر 1917, عندما هاجم تكوين بريطاني فريق ألماني صغير بالقرب من هيلغولاند ولكن الاشتباك لم يكن كبير وأُلحق بالطرفان اضرار خفيفة. وبقي الوضع هادئا حتى الايام الاخيرة من الحرب، عندما بدا واضحا ان هزيمة ألمانيا كانت فقط تحتاج إلى وقت: ففي التاسع والعشرين من أكتوبر اُعطي امر استعداد لاسطول اعالي البحار لخروج بحري كامل للبحث عن معركة محددة واخيرة، ولكن كانت اجابة طاقم السفن هي التمرد بعد عامين من الركون على اليابس واستولوا على الاسطول موسعين التمرد للقواعد البحرية لتشمل كايل وفيلهلمسهافن؛ وفي النهاية وضعت هدنة الحادي عشر من نوفمبر 1918 رسميا حدا للعداء في بحر الشمال.

### القناة الإنجليزية
عند اندلاع الأعمال العدائية، كان لبريطانيا أي قوات في القارة الأوروبية، وكان حتى الآن ليتم تجميعها وتسليحهم وإرسالها إلى الجانب الأمامي من القناة عديد قوة الرد السريع (BEF) تحت قيادة السير جون الفرنسية. في 12 أغسطس، عبرت طليعة قوة مشاة البريطانية القناة الإنجليزية ترافقها سفن حربية 19. في عشرة أيام وهبطت 120,000 الرجال الذين لا يملكون حياة واحدة أو فقدت سفينة واحدة، عدم وجود البحرية Kaiserliche أسع قط إلى عرقلة العمليات. كانت وزارة البحرية الألمانية المؤكد أن تكون قادرة على منع البريطانيين للوصول إلى الموانئ في فرنسا وبلجيكا، ولكن عندما الأدميرالات ترسل إلى رئيس الأركان فون مولتك أن يتمكنوا من وقف القوات البريطانية خلال المعبر، هذه يعارض بقوله:
"ليس من الضروري، بل سيكون ذلك أفضل بكثير بالنسبة لنا إذا الجيوش الغربية سوف تكون قادرة على إصلاح في ضربة واحدة حتى الإنجليزية مع الفرنسية والبلجيكية [36].»
وعلى الرغم من القناة الإنجليزية يتسم بأهمية حيوية لBEF الذين قاتلوا في فرنسا، والبحرية الملكية السفن الحربية هناك أبقى كبير. كان نفس الأميرالية البريطانية لا قواعد الحرب البحرية في المنطقة المجاورة للقناة. لذلك، وجاء التهديد الرئيسي للبريطانيين من احتمال وقوع عمل في القوات الألمانية Hochseeflotte، التي، تبحر من هيلغولاند مع 13 بوارجها (بالإضافة إلى العديد من الطرادات معركة ومئات من السفن الصغيرة)، فإن في الممارسة العملية يمكن أن تدمر أي سفينة الحلفاء التي كانت قد غامر في القنال الإنجليزي. وHochseeflotte، في الواقع، كان قد تم عارضته ست دول فقط الطرادات الخفيفة، التي بنيت في 1898-1899، العتيقة جدا للعمل جنبا إلى جنب مع وحدات جديدة وقوية للأسطول الكبرى في سكابا التدفق. لم يعقد التهديد الذي يشكله U-قوارب، حقيقية، في تقدير عال من قبل هيئة اركان البحرية، لأنه اعتبرها نوع من الأسلحة غير فعالة. أخذ العلم، مع ذلك، أن القيادة العليا الألمانية تعتبر الغواصات من «الأسلحة التجريبية.» لذلك، على الرغم من بحر المانش وكان الشريان الحيوي للاتصال، وأبدا هاجم مباشرة من قبل البحرية الألمانية. قرب نهاية الحرب، واجهت البحرية الملكية المشكلة لحظر تصرفات الوحدات الخفيفة وU-القارب الذي غادر من مينائي بلجيكا مشغول.
على الرغم من النجاحات ضد U-قوارب تابعة للبحرية البريطانية سوف تتضاعف، وأنتجت هذه بمعدل مساوية لتلك التي كانوا تدمير وضرب طرق الإمدادات البريطانية عبر القناة يمثل تهديدا مستمرا لخطوط الإمداد من BEF تشارك في القارة . لفصل الصيف وكان من المتوقع بعد ذلك أن يصل عدد القوات الأمريكية مع إمداداتها للحاجة لإغلاق «واحد من أوكار من غواصات العدو الذي يهدد الاتصالات مع الحلفاء.» وقد أطلق العنان لهجمات في أواخر ربيع عام 1918. ونفذت الغارة الأولى من أوستند (ZO جزء من العملية) من قبل البحرية الملكية من أجل منع الوصول إلى الميناء الذي يحمل نفس الاسم، والذي تم استخدامه على نطاق واسع كأساس لU-قوارب وسفينة أخف وزنا. وكان الميناء القريبة من بروج موضوعا لهجوم في وقت واحد. في 23 غرقت أبريل 1918 ثلاثة طرادات بريطانية قديمة في الذراع من البحر قبالة قاعدة الغواصة، ولكن كتلة استمرت بضعة أيام فقط وإزالة الألمانيين moletti وضعت على جانب واحد من قناة، وبالتالي تحرير بوابة إلى U-التمهيد عند ارتفاع المد، نجح الألمان في ثلاثة أسابيع لاتخاذ التفاف واستؤنفت الغواصات دون عائق للقيام بدوريات في بحر الشمال والمناطق المحيطة بها. وكانت الغارة الفشل، ولكن كان الرأي العام البريطاني متحمس حول الغارة في زيبروغ، بالعكس هو أقل اهتماما في الهجوم على القناة من أوستند، وهو ما أدى أيضا إلى قاعدة الغواصة في بروج. بعد ثلاثة أسابيع من فشل، الذي أطلق كان الهجوم الثاني أكثر نجاحا، مع غرق سفينة عند مصب القناة، دون أن تكون قادرة على إغلاق الممر تماما.

### المحيط الأطلسي
المقال الرئيسي: معركة الأطلنطي الأولى.
سرب من الاميرال فون سبي ترك ميناء فالبارايسو، بعد معركة كورونيل. على الرغم من أن بعض العينات بدائية كانت تستخدم سابقا في صراع، كانت الحرب العظمى المناسبة الأولى التي تم استخدام الغواصات في كتلة ضد السفن السطحية، وخاصة في المناسبة الأولى التي وجهها الغواصة سلاح ضد حركة مرور السفن التجارية. عند اندلاع الحرب، تمتلك ألمانيا، شأنها شأن جميع القوات البحرية الكبرى المعاصرة، ويتألف أسطول غواصات صغيرة من 28 وحدة، والتي كانت تهدف في البداية لزرع حقول الألغام في المياه الإقليمية البريطانية والهجوم من السفن الحربية المعارضين: 4 سبتمبر 1914 تحت 21 عاما وكان أول غواصة من الصراع لضرب وإغراق سفينة حربية، الطراد ضوء البريطانية HMS باثفايندر، في حين من يناير 1915 U-24 1 وكان أول لإغراق سفينة حربية وHMS قبل المدرعة البحرية هائلة، رغم أنه في الأشهر الأولى من الحرب قد غرقت تسع سفن (النقيض من ذلك، ومع ذلك، فإن فقدان خمسة U-قوارب)، أثبتت الهجمات على السفن الحربية للعدو مثمرة للغاية بشكل عام، نظرا لزيادة السرعة من وحدة المساحة فيما يتعلق غواصة غارقة.
في 20 أكتوبر 1914، قبالة سواحل النرويج، والغواصة الألمانية U-17 توقف، بحثت وغرقت الباخرة البريطانية Glitra، التاجر الأول غرقت قبل U-قارب أثناء النزاع. تم تقييم استخدام الغواصات ضد السفن التجارية بطريقة سلبية من قبل الحكومة الألمانية: الاتفاقيات الدولية في مجال الحرب البحرية توقع غرق وحدات مدنية فقط بعد إيقاف، وفحصها للتأكد من طبيعة الحمل، وبعد الممنوحة للوقت الطاقم للوصول إلى السلامة، وجميع العمليات الخطرة إلى غواصة، وبطء، صغيرة تسمى المسلحة والمدرعة من أجل لا شيء وبالتالي فهو عرضة للتأثر بأي قطعة مدفعية مثبتة على نفس التاجر للهجوم، وردود الفعل من وحدات العدو الأخرى في المنطقة باستخدام الإشارات اللاسلكية، وبالإضافة إلى ذلك، كانت السلطات الألمانية مترددة في الشروع في حملة واسعة ضد العشوائية sommergibilistica حركة مرور السفن خوفا من استعداء الأمم المحايدة، وخاصة الولايات المتحدة.
الطاقم من U-Boot في التوضيح من ويلي Stöwer. إلا أنها كانت في الأشهر الأولى من عام 1915، واجهت مع احتمال صراع طويل، تخلت الحكومة الألمانية العديد من القيود المفروضة على استخدام السلاح تحت الماء: 4 فبراير 1915 تم إعلان أن المياه المحيطة بالجزر البريطانية منطقة حرب غواصات غير محدودة، حيث يمكن أن غرقت جميع السفن التجارية توجهت إلى الموانئ العدو بواسطة الغواصات دون إشعار مسبق، وإذا كان في الأشهر الستة الأولى من الحرب كان U-Boot غرقت السفن التجارية ليصبح المجموع 43,550 طن الإجمالي، في الفترة بين 18 فبراير و 30 أبريل، كان الرقم 105,000 طن، ومن ثم التوصل إلى ما مجموعه 748000 طن خلال كامل عام 1915. يوم 7 مايو عام 1915، الغواصة U-20 نسفت وغرقت في المحيط بطانة RMS وسيتانيا دون سابق إنذار قبالة الساحل الجنوبي لأيرلندا، توفي 1201 راكبا من بينهم 128 أمريكيين، هذه الحادثة والحوادث المماثلة الأخرى التي أودت بحياة المواطنين الأمريكيين دفعت الحكومة في واشنطن لإرسال احتجاجات قوية في برلين، مما يهدد انقطاع الاتصالات الدبلوماسية. في 24 مارس 1916، بعد المواطنين الأمريكيين الآخرين قد توفي تقريبا في غرق خدمة العبارات في ساسكس في القناة الإنجليزية، المستشار ثيوبالد فون Bethmann-Hollweg، وفقا لقيصر، وقال انه أمر القوات البحرية للتخلي عن حملة من الهجمات العشوائية لمتابعة صارمة لقواعد الاتفاقيات الدولية؛ وجه أبريل 25 التالية شير الجزء الأكبر من الغواصات من المحيط الأطلسي إلى العودة إلى استخدامها ضد السفن الحربية في بحر الشمال: بين آب 1914 ومايو 1916 U-34 وقد غرقت التمهيد في القتال، شخصية، ومع ذلك، يقابلها إلى حد كبير 100 وحدة جديدة في دائرة الإيرادات في نفس الفترة.
عانت الفشل في معركة جوتلاند والآثار الخطيرة الناجمة عن الحصار المفروض على الحلفاء أقنعت الحكومة الألمانية إلى إعادة النظر في موقفها بشأن استخدام تحت الماء سلاح، 6 أكتوبر، وأذن 1916 حملة جديدة على نطاق واسع ولكن لا يزال التمسك القواعد الدولية: في أربعة أشهر من U-التمهيد تدفقت إلى ذروته 516 سفن تجارية لما مجموعه 1388000 طن بسعر 8 فقط خسائر، والتي تسبب مشاكل خطيرة في الصفقات من الحلفاء. التخلي عن أي تردد علاوة على ذلك، في 1 فبراير 1917 تم الإعلان عن حملة جديدة من دون قيود في المياه البريطانية: بين فبراير ويونيو عام 1917 U-Boot وصل الرقم 3844000 طن من السفن غرقت، حتى لو كان هذا حملة جديدة تحت ذريعة دخول نهائي في الحرب من الولايات المتحدة إلى جانب الوفاق، ما حدث 6 أبريل 1917. الحملة كان sommergibilistica الألمانية فعالة جدا هو بسبب عدد من القوارب المستخدمة (في فبراير 1917 كانت 152 U-Boot متوفرة)، والطريق الجديدة المتخذة للوصول إلى مياه المحيط الأطلسي: بدلا من تمرير إلى شمال اسكتلندا كما هو الحال في أوقات مبكرة، والغواصات الألمانية تقصير الطريق التي تمر عبر مضيق دوفر، حيث لم تنجح حقول الألغام والحواجز التي أقامتها البريطانية. تسببت الحملة الألمانية انهيار الواردات البريطانية، وبذلك البلاد إلى حافة الانهيار.
استجاب الحلفاء بطرق مختلفة لمهاجمة U-Boot : تم اعتمادها من قبل قنابل عمق المعمم إعداده منذ بداية الحرب، وأدخلت أجهزة للكشف عن الغواصات المغمورة مثل مائي والأمثلة البدائية الأولى من السونار، تحولت بعض التجار إلى Q-السفينة، والبضائع على ما يبدو طبيعي ولكن مع قطع المدفعية سرية من أجل حمل الغواصة إلى السطح والانخراط في اشتباك من السطح. المقياس الأهم من ذلك كله يسمح الحلفاء للتغلب على التهديد تحت الماء، ومع ذلك، كان اعتماد تكتيكات القوافل البحرية: لم يعد جعل السفن التجارية تبحر بشكل مستقل، ولكن معا في تشكيلات رافقت بقوة من جانب سفن حربية (و، نحو نهاية الصراع، بما في ذلك وحدات جوية والمناطيد)، على الرغم من أن فكرة قد أحرز منذ بداية الحرب سوف تعارض الأمر في البحرية الملكية دائما، لا يريد لتفريق عدد كبير من الوحدات الاحتياطية للدفاع عن التاجر بدلا من ذلك لاستخدامها في مطاردة مباشرة إلى U-Boot . عادل امام من خسائر عالية من السفن التجارية وللضغط على الحكومة للولايات المتحدة، وكان الأميرالية البريطانية مقتنعة اعتماد تكتيك جديد: في تموز 1916، تم اعتماد نظام القوافل مرافقة للمرة الأولى على الطريق إلى هوك فان هولاند، وفي يناير كانون الثاني عام 1917 على أن الدول الإسكندنافية فقد غادرت أول قافلة الأطلسي 10 مايو 1917 من جبل طارق، لتصل إلى وجهتها دون خسائر، بينما قد تحدد يوم 24 قبالة أول قافلة عبر الأطلسي من الولايات المتحدة، وصل إلى بريطانيا يوم 10 يونيو بعد خسارته في سفينة واحدة.
ان إعداد قوافل بحرية انخفضت بشكل ملحوظ في النجاحات التي حققتها U-Boot ، في حين أن تعزيز وسائل هجومية من السفن المرافقة ارتفع عدد الخسائر: بين أغسطس 1917 ويناير 1918 عدد من U-قوارب غرقت تمريرها إلى أول مرة أن المباني الجديدة، 46-42، كان رد فعل الألمان عن طريق إدخال حيز الخدمة الكبيرة نوع U-التمهيد U 151 وU-Boot نوع 139، مع الحكم الذاتي كافية للذهاب بعيدا وأمام سواحل أمريكا، ولكن في مارس تحسنت 1918 البريطانية حواجز مضيق دوفر، ومنع الوصول إلى الغواصات الأطلسي للأقصر طريق. واصلت U-Boot للقتال حتى نهاية الأعمال العدائية، ولكن دائما مع نجاح أقل: في أكتوبر من عام 1918، 90٪ من حركة النقل البحري يتوجه إلى المملكة المتحدة السفر في قافلة، في حين طوال 1918 134 فقط كانت البضائع غرقت السفر تحت الحراسة. من 375 دخلت U-Boot الخدمة خلال الحرب، غرقت 204 في القتال.

### البحر الأبيض المتوسط
كان البحر المتوسط أثناء الحرب العالمية الأولى مسرحا للصراع الطويل الذي كان بين القوات البحرية للحلفاء: فرنسا، وبريطانيا العظمى، وإيطاليا واليابان ضد القوات البحرية النمساوية والمجرية والألمانية والعثمانية. كانت الأفضلية واضحة للبحرية التابعة لدول الحلفاء، كما أن مضيق اوترانتو والحاجز المشكل من القواعد الألمانية والتركية في بحر إيجة أدى إلى شل حركة الأساطيل النمساوية والألمانية على التوالى في البحر الادرياتيكى وبحر ايجة، سامحين لقوافل الحلفاء الإبحار بحرية في البحر المتوسط، رابطين بين أوروبا والمستعمرات في أفريقيا. كانت الأحداث الرئيسية لدول المحور متمركزة تحديدا في البحر الأسود ضد الاسطول الروسي، ومن هذا المنطلق نجد محاولة لفرض الرقابة على مضيق الدردنيل من قبل الحلفاء في عام 1915, وذلك عن طريق فتح فجوة في البحر الأسود ومساعدة التحالف الروسي الذي كان في ذلك الوقت يمر بصعوبات كبيرة.
وطبقا للاتفاقية البحرية Regia Marina بين دول الحلف الثلاثى في عام 1913, كان يجب على الأسطول الألمانى أن يمنع الفرنسيين الكثيرين في المستعمرات الأفريقية من العودة إلى الوطن. وطبقا للخطط الاصلية، طبق القائد سوشون، الذي كان في طريقه بالفعل إلى أفريقيا، ما كان مخططا له. وفي الرابع من أغسطس فتح النار مع جويبين وبريسلو على موانئ سكيكدة «مدينة ساحلية جزائرية» وبونا. ولكن هذه القوات تم اعتراضها من قبل القوات البريطانية التي بدأت في تتبع القوات الألمانية التي كانت متجهة مباشرة إلى مضيق الدردنيل. وعند وصولهم لمدخل المضيق طلبت السفينتان الإذن بدخول المياه التركية ووافق أنور باشا، وزير الحربية التركي، على دخول السفينتين إلى المضيق، وكان يعلم أن الموافقة على مرور السفينتين الألمانيتين يعد تصرفا معاديا لبريطانيا العظمى وأنه من الأفضل البقاء إلى جانب ألمانيا. ولكى لا يؤثر ذلك على حياد تركيا، تم بيع السفينتين إلى تركيا بسند مزيف، ولم يتبع ذلك اى أحداث عنف أو معادية، ورست السفينتان في ميناء إسطنبول.

### معركة الدردنيل " معركة جاليبولى
في عام 1915، كانت القوات الروسية في خطر جسيم على الجبهة الشرقية وذلك بسبب القوات العثمانية التي دفعتهم خارج الحدود التي كانت قد استولت عليها روسيا في عام 1878 على حساب تركيا. وناشد الدوق الأكبر «نيكولا» بريطانيا العظمى حتى تحدث أعمال شغب في تركيا مجبرا اياها ان تستدعى جزءا من قواتها في الشرق. وبناء على اقتراح اللورد كيتشنر ودعم من تشيرشل قامت القوات البريطانية بمهاجمة الحصون التركية عن طريق البحر في مضيق الدردنيل. وكانت الحجج التي قدمتها بريطانيا لتبرير فعلتها مقنعة جدا ؛ فيكون من الممكن ان تجتمع السفن الحربية التابعة لانجلترا وفرنسا في بحر الايجو دون ان تكون معرضة لخطر الهجوم عليها، وعند الحاجة ستكون القوات الأسترالية المتجهة إلى الجبهة الغربية باتجاه مصر متاحة دون استدعاء قوات من الغرب. من المعروف أن المجلس الحربى البريطانى كان يفكر في أنه سيحقق انتصارا سريعا، وفي 19 فبراير 1915 بدأت أول سفن حربية بريطانية قصف الحصون التركية كتمهيد لما سيحدث بعد ذلك.
بدأت معركة الدردنيل البحرية يوم 18 مارس، باشتراك ست مدرعات بريطانية واربع مدرعات فرنسية. وكانت الحصون الموجودة عند مصب «مدخل» المضيق خارج الاشتباكات بسبب قصفها في وقت سابق، ة تم اخلاء المكان من الالغام في اقل من ثلاث ساعات وتم حفر مجموعة كبيرة من الالغام عند مدخل المضيق بواسطة المدرعات المتقدمة تدريجيا. ولكن مما زاد الأمر تعقيدا، أنه تم حفر حوالى 20 عبوة ناسفة على الضفة اليمنى بواسطة قارب تركي قبل عشرة أيام مما أدى إلى انفجار ثلاث مدعات من عشرة وتعرضت رابعة لأضرار جسيمة. وفي اليوم الأول من الهجوم البحرى أغرقت الألغام التركية Bouvet الفرنسية و Ocean و Irresistible البريطانيتين مسببا أضرارا جسيمة للطرادة الحربية Inflexible والسفن الحربية الفرنسية Suffren و Gaulois.وعلى الرغم من هذه الخسائر، كان المراد قريب جدا من أن يتحقق، ولهذا، وبدلا من محاولة الهجوم البحرى من جديد، قرر المجلس الحربى البريطانى أن يتقدم للهجوم عن طريق البر والهجوم على القوات الباقية. وقرر كيتشنر، بثقة كبيرة، أن يهاجم بقوة ولكن هذا الهجوم لم يأتِ بالنتائج المنشودة، جاعلا الملاحة البريطانية في خطر كبير. عانت الملاحة البريطانية والملاحة الأسترالية النيوزلندية خسائر كبيرة.
وبذل الجانب التركي جهدا كبيرا، بمساعدة ألمانيا عن طريق وجود العديد من المستشاريين الحربيين. وأظهر الانتصار الجنود كعمود فقرى الذي ستقوم عليه تركيا العلمانية بعد سقوط الامبراطورية العثمانية، وذلك بقيادة الجنرال مصطفى كمال الذي تميز بقوته في الحروب البرية فقد كان يقود بنفسه بعض العمليات وكان يحمى مواطنيه والحلفاء الالمان. استخدم كلا الجانبين الغواصات في تلك الحرب، ونجحت غواصات الحلفاء في سد بحر مرمرة (على الرغم من خسارة سفن حربية), وفي الفترة مابين أبريل 1915 ويناير 1916 تسببوا في غرق سفينتين حربيتين قديمتين، مدمرة، خمسة زوارق مدفعية، تسع سفن نقل، سبع سفن امدادات وحوالى 20 قاربا صغيرا. وكانت قوة الأسطول التركي تكمن في السفن الألمانية : يافوز (جويبين سابقا) وميديللى (بريسلو سابقا), اللاتى وصلتا لحسن الحظ إلى إسطنبول وكانت ملاحقة من طرادات بريطانية، ومرّتا تحت لواء العلم التركي، بينما تحافظان على الطاقم الألمانى. في 25 أبريل تحركت سفن روسية إلى مضيق البوسفور وقصفوا القوات الموجودة على مدخل المضيق. وبعدها بيومين توجهت اليافوز تجاه الجنوب لقصف قوات الوفاق في جالليبولى، مصاحبة بالسفينة الحربية Turgut Reis من طراز براندينبيرج. ولقد شوهدت في الغروب بواسطة «تاريخ المناطيد» عندما كانت راسية. وعندما حافظت الأولى على 380 ملم بينها وبين سفينة الملكة اليزابيث اصطدمت بالمياه التي كانت قريبة من موقعهم. تحركت اليافوز بالقرب من المنحدرات حيث لا يمكن للعدو ان يلاحقها. في 30 أبريل قامت اليافوز بمحاولة قصف ولكن تم اكتشافها وتحديد موقعها من قبل السفينة البحرية Lord Nelson التي كانت قادمة داخل مضيق الدردنيل لقصف القيادة التركية قريبا من مدينة شنق القلعة. نجحت السفينة البريطانية فقط في اطلاق خمس قذائف قبل أن تنجح اليافوز في الخروج من مرمى النيران. من الناحية البحرية، لا يوجد اى اشتباكات مباشرة أخرى بين قوات الطرفين قبل انسحاب قوات الحلفاء.
وفي 20 يناير 1918 تركت اليافوز وميديللى، وبها طاقم المانى كالعادة، مضيق الدردنيل تحت القيادة الجديدة للواء البحرى RebeurPaschwitz. وكانت نية الادميرال ان يجذب القوات البحرية لدول المحور بعيدا عن فلسطين لكى لا يعترضوا القوات التركية الجوية. وعندما خرجت اليافور من المضايق فاجأت فرقة بريطانية صغيرة مجردة من الحماية بالمعدات الثقيلة وهاجمتها وتسببت في غرق الراصدتين HMS Raglan و HMS M28 اللتين كانتا لاجئتين في الخليج غير قادرين على الهروب بسبب بطئهما. قرر ReuberPaschwitz أن يتقدم لميناء مودروس في جزيرة ليمنو حيث كانت السفينة الحربية البريطانية Agamemnon واضعة المراجل تحت ضغط لكى تجذب السفن التركية. وأثناء تقدم الميديللى اصطدمت ببضعة الغام وغرقت. وكذلك ارتطمت اليافوز بثلاثة الغام، كان يجب عليها ان تبقى جانحة على جانب المضيق لتجنب الغرق. تم مهاجمة السفينة الجانحة بعد ذلك سواء من قبل RNAS أو الراصدة HMS M28 ولكن دون جدوى. اُرسِلَت الغواصة HMS E14 من أجل تدمير السفينة المعطلة ولكنها تأخرت جدا، فقد قامت السفينة الحربية القديمة Turgut Reis بسحب اليافوز بالفعل إلى كوستانتينوبولى. كانت اليافوز عاجزة تماما بسبب الأصرار الكبيرة، استمرت عملية الاصلاحات من 7 أغسطس إلى 19 أكتوبر، ومنذ ذلك الوقت لم يوجد اى عمليات مسح جوى حتى انتهى العداء والحرب

### بحر البلطيق
القوات الألمانية الموكلة لاحتلال جزيرة ساريما (عملية ألبيون)، وهم على وشك بدء باخرة، أكتوبر 1917 .
اعتمدت كل من روسيا وألمانيا إستراتيجية دفاعية أساسا في المياه الضيقة من بحر البلطيق: إذا كان تفوق أسطول بحر البلطيق الروسي على حد سواء عدديا ونوعيا من قبل الأسطول الألماني، ولكن هذا كان لمهمته الأولية مقارنة مع البحرية الملكية في بحر الشمال ثم أنها يمكن أن تخصص سوى وحدات قليلة في مياه بحر البلطيق، وكلا الجانبين ثم كرسوا أنفسهم أساسا إلى زرع السدود الكبيرة من الألغام البحرية والهجمات السريعة مع القوات الخفيفة في مقابل سواحل العدو من أجل قنبلة والقواعد البحرية لدعم العمليات من القوات البرية. [74] وقدمت المملكة المتحدة دعما لحليفتها بارسال أسطول صغير من الغواصات في مياه بحر البلطيق: تالين الأساسية إلى هلسنكي ومن ثم، كانت الزوارق البريطانية نشطة للغاية في عرقلة الألمان الحركة التجارية في الحوض، بينما على العكس من عدد قليل من الغواصات الروسية عملت في ظل قيود شديدة، لتجنب الاحتكاك مع السويد محايدة للالمان (75).
وبدات الأعمال العدائيه فورا بعد اعلان الحرب مع غارات من قبل فرق من الطرادات الخفيفه ضد موانئها الرئيسية وخلال واحده من هذه العمليات في 26 أغسطس لعام 1914، انتهت الالمانيه الطراد لرسائل ماغنسيورغ الذين تقطعت بهم السبل قرب جزيرة اوسموسار جميع مصب خليج فنلندا وكان لابد من فسادها من قبل الطاقم اثبت هذا الحدث مايبدوا قليل ولكن نجاحا كبير لقوات التحالف : فحص التحطم ففى الواقع تم إرسال الروس من جديد لثلاث نسخ من قانون الكتاب للبحريه الالمانيه ، وارسلت واحده منها على الفور إلى مكاتب ترميز الاميراليه البريطانية التي لديها القدرة على فك شفره قيصرليك للاتصالات اللاسلكيه البحرية .(76) 
```
إشارة الدراسات العليا الروسية ان تكون دائما حذرا جدا في استخدام الوحدات الأكبر حجما وتعيين لهم في المقام الأول الخلجان من 
ريغا
 وخاصه فنلندا ، من اخل حمايه العاصمة من القيصرية سانت بطرسبرغ ، وعلى العكس من ذلك فرق من البوارج والطرادات تم توظيفها احيانا في الحرب الالمانيه في بحر البلطيق ، ولا سيما لدعم محاولات لاجبار الدفاعات الروسية امام ريغابين8 في 19 أغسطس 1915 قام فريق المانى كبير يتالف من ثمانى سفن حربيه ومعركه من رسائل الطراد مولتك حاول اجبار مضيق لربى الذي يقع بين كورلاند وجزيرة ساريما مما ادى إلى معركه 
خليج ريغا
: محاولتين منفصلتين بحفاره القناة من الالغام تم صدهم عن طريق اطلاق النار من بطاريات الشاطئ وسفينة روسيا البحرية سلافا وقد انسحب طرف الفريق الالمانى بعد تعرضه لاصابه في الضوء.(77)
```

وقد جلبت ثوره فبراير لعام 1917 اضرار جسيمه للمعنويات وتماسك طواقم الاسطول الروسي الذي خسر تدريجيا كثير من امكانات حربها (78) وللاستفادة من هذا الوضع قررت البحرية الالمانيه إجراء محاوله جديده لاجبار خليج ريغا وفي 11 أكتوبر 1917 تم اطلاق عمليه البيون وهبطت كتيبه من الجيش الالمانى والتي ساندتها البوارج من هوكسيفلوتى على جزر ساريما وهيوما وموو من اجل تحييد البطاريات الساحليه الروسية والسماح لتطهير حقول الالغام . وكانت العملية ناجحه وبالتالى كانت البوارج الالمانيه قادره على التغلغل في الخليج للتعامل مع السفن الروسية ، وفي 17 من أكتوبر تواجه الفريقان بعضهما البعض في معركه مضيق موو والتي انتهت مع انسحاب القوات الروسية الذين فقدوا الذين فقدوا في هذه الاشنباكات السفينة الحربية سلافا . (79) 
مع تراجع الروسي من خليج ريغا توقفت العمليات القتالية الرئيسية في حوض: 3 مارس 1918 وضعت معاهدة بريست ليتوفسك بين القوى المركزية والحكومة البلشفية الجديدة حدا للعمليات الحربية على الجبهة الشرقية في واحدة من العمليات العسكرية الأخيرة في البحر، وفي نيسان 1918 سقطت إحدى الوحدات الالمانيه (تقسيم اوستسى) في هلسنكى في دعم الحرس الأبيض الفنلنديه ، وتشارك في حرب اهليه مريره ضد البلاشفة المحلية .

### البحر الأسود
كان وصول السفينتين الألمانيتين جويبين وبريسلو إلى إسطنبول هاما جدا لجعل الجانب العثماني يقرر خوض الحرب إلى جانب ألمانيا. بدأ القتال في البحر الأسود في فجر يوم 29 أكتوبر 1914 عندما هاجم الاسطول العثماني القواعد الرئيسية الروسية في حوض البحر الأسود دون اعلان للحرب : قصفت مدمرتان أوديسا، حيث اغرقت سفينة مدفعية، وهاجمت بريسلو والطرادة حميدية فيوديسيا ونوفوروسيلسك، بينما فتحت الجويبين النار على سيفاستوبول واغرقت ناقلة الغام، ولكنها تعرضت لتلف بسيط من قبل المدفعية الساحلية، تسبب هذا الهجوم باضرار قليلة للروس، وأكمل بالفعل اسطول البحر الأسود الروسي رحلته البحرية التجريبية أمام مضيق البوسفور. كانت موازين القوى بين المتنافسين متساوية: فإذا كانت الجويبين بمفردها أقوى وأسرع من أي سفينة من السفن الروسية، فإن اسطول البحر الأسود كان له أفضلية وأكثرية ملحوظة على باقى الفريق العثماني، وكان مدعوما بقوات ووحدات مؤثرة جدا، وأيضا نضع في الاعتبار أن الجانب الروسي في البحر الأسود كان أكثر عدوانية وعنفا مما كان عليه في بحر البلطيق.
في أوائل نوفمبر 1914 تحرك الجيش الروسي بأكمله تجاه السواحل التركية، من أجل نشر حقول الالغام عند مضيق البوسفور، والهجوم على الحركة التجارية بين موانئ طرابزون وزونغولداق وهو الخط الرئيسى لامداد الجيش التركي الذي قام بالحملة القوقازية. وفي 18 نوفمبر، وعند العودة من مهمة قصف السواحل، تعثرت المدمرات الروسية بالجويبين وبريسلو عند جنوب شبه جزيرة القرم. وخلال الاشتباكات بين الضباب بدأت الجويبين في اطلاق اربع قذائف على المدمرة الروسية ايفستافى، ولكن تضررت الطرادة بسبب قذيفة ثقيلة اطلقتها سفينة العدو. وقررت الطرادة ان تتراجع. أقنع هذا الاشتباك ألمانيا والدولة العثمانية أن يستخدموا الجويبين بحذر حتى لا يعرضوها لاخطار غير متوقعة وخوفا من خسارة الافضلية الوحيدة على الروس. وفي 26 ديسمبر 1914 تعثرت الطرادة «جويبين» في لغمين أمام إسطنبول وسبب ذلك اضرارا ملحوظة وتفاقمت هذه الاضرار بسبب عدم وجود ترسانة بحرية حديثة لاصلاح الطرادة.
ومنذ الشهور الأولى لعام 1915 استغل الاسطول الروسي تعطل الطرادة جويبين وقام بشن عدة هجمات على طول الساحل الشمالي للاناضول، وتم فصل روستيسلاف وباتومى دعما للعمليات التي يقوم بها الجيش بالقوقاز، كان اسطول البحر الأسود نشطا في دعم الحملة الفرنسية البريطانية على الدردنيل، وهاجم المقرات العثمانية في البوسفور عدة مرات. في 3 أبريل 1915 تعرضت البحرية العثمانية لضربة قوية فقد فقدت واحدة من قواتها الرئيسية والمؤثرة «الطرادة ميدجيدية» بسبب الاصطدام بلغم امام اوديسا. ساءت أحوال دول المحور في نهاية العام، عندما دخلت في الخدمة سفينتان روسيتان جديدتان من نوع المدرعات الحربية، الامبراطورة ماريا والامبراطورة كاترين العظمى، مما ضمن لأسطول البحر الأسود الأفضلية على العدو. وخلال الأشهر الأولى من 1916, تدخل اسطول البحر الأسود على نطاق واسع لدعم الجيش الروسي عند جبهة القوقاز، فقد قام بقصف المقرات العثمانية باستمرار دون مواجهة أي رد أو معارضة من قوات العدو. بالإضافة إلى ذلك حقق الاسطول عدة انتصارات على ساحل الاناضول وأيضا نضيف إلى ذلك النجاح الروسي ما أعلن عنه في هجوم ارضروم ومعركة طرابزون بين فبراير وأبريل.
في نهاية عام 1916 كانت البحرية الروسية فارضة سيطرتها تماما على البحر الأسود، وتم محاولة مقاومتها فقط بحفنة من الغواصات الألمانية في فارنا وكانت خارجة بالصدفة من بحر جويبين ولكن في 20 أكتوبر تعرض اسطول البحر الأسود لضربة قوية عندما انفجرت الامبراطورة ماريا بينما كانت راسية في سيباستوبولى، وربما كانت مجرد حادثة. لم تؤثر الثورة التي حدثت في فبراير 1917 على السيطرة الروسية على المنطقة، وعلى الرغم من بداية تدهور الروح المعنوية للطاقم الروسي. في 23 يونيو من نفس العام حدث اخر اشتباك في البحر عندما فاجأت الامبراطورة كاترين العظمى سفينة بريسلو أمام جزيرة الثعبان، وذلك قبل التهدئة الضمنية التي وضعت حدا لتلك الاشتباكات في أكتوبر التالى. ومع معاهدة بريست ليتوفسك في 3 مارس 1918 انتهى القتال تماما وتقدم الالمان لاحتلال شبه جزيرة القرم، وقامت الامبراطورة كاترين العظمى والمدرعة الحربية الجديدة الإمبراطور الكسندر الثالث (اللتان تك تسميتهما بعد ذلك روسيا الحرة وفوليا على التوالى) بترك القواعيد وتركت باقى الاسطول للألمان، ولكن خلال الرحلة تمرد الطاقم الاوكرانى وعادت السفينة إلى الميناء. اختلطت بعد ذلك قصص الناجين من وحدات اسطول البحر الأسود مع قصص الحرب الاهلية الروسية

### مسارح أخرى
مع نشوب الحرب انتقل عدد معين من السفن الألمانية بعيدا جدا عن وطنه الام، ليجد نفسه مرغما على بدء حركات ازعاج وهجوم علي تجارة العدو وغالبا بدفاع سئ. ففي المحيط الهادي انتقلت سرية شرق آسيا Ostasiengeschwader القوية ذات الاربع طرادات السريعة والطرادتين المصفحتين بأمر من Maximilian von Spee ؛ وبطبيعة الحال بما انها ذات قاعدة في الصين وفي مستعمرة تشينغداو، تم تركيز السرية منذ بدء الحرب بالقرب من جزيرة بونابي Ponape, لعبور فيما بعد المحيط الهادي تجاه الشرق مفجرين الطريق صانعين بذلك ميناء بابيتي Papeete في بولينيزيا الفرنسية. بعد وصولهم لمياه أمريكا الجنوبية واجه فريق بريطاني وحدات von Spee في الأول من نوفمبر 1914بعيدا عن ساحل تشيلي: وفي معركة كورونل التالية انهزم البريطانيون هزيمة ساحقة، وهي المرة الأولى التي ينهزم فيها بحريا مذ نهاية الحروب النابليونية، بخسارة طرادتي كروزر وباخرة مسلحة، وترجع هذه الخسارة أيضا الي اخطاء الاميرال Craddock التقديرية فقد ترك البارجة Canopus لبطئ سرعتها مواجها بذلك احدث الطرادات الألمانية والتي اجزاؤها الرئيسة لها نطاق وساع جدا إذا ما قورنت بمثيلتها البريطانية. وارغم الفشل الاميرال على إرسال عدد كبير من الوحدات نحو جنوب أفريقيا، بينهم طرادتين حديثتين: فاشتبك فريق von Spee في الثامن من فبراير 1914 مع البريطان في معركة جزر فوكلاند، وكانت النتيجة تدمير شبه شامل عدا ناج وحيد بين السفن الألمانية وهو الطراد السريع SMS Dresdenالذي لجأ إلى مياه تشيلي المحايدة وبعد نجاته تم إغرقه علي يدالبريطان في معركة Más a Tierra في الرابع عشر من مارس 1915, في الاحتجاجات الألمانية اللاحقة علي التدخل في حيادية تشيلي.
وبعض الوحدات كانت تعمل بمفردها: فالطراد السريع SMS Emden كان بمنأى عن von Speer ليهاجم المرور التجاري في المحيط الهندي، قاصفا موانئ تشيناي (22 سبتمبر 1914) وبينانج (29 أكتوبر 1914) ومسببا الغرق لـ 23 سفينة بينهم طراد روسي ومدمرة فرنسية؛ في التاسع من نوفمبر تم اعتراض طريق Emden بعيدا عن سواحل كوكس من قبل الطراد الأسترالي HMAS Sydney ليرسو في قاع البحر بعد قتال عنيف. بينما عملت الطرادة السريعة SMS Königsberg بعيدا عن سواحل أفريقيا الشرقية الألمانية مهاجمة ميناء زنجبار في العشرين من سبتمبر 1914 حيث غرق طراد بريطاني قديم ؛ فبعد محاصرتِها من قبل البريطان في دلتا نهر روفيجي، غرقت السفينة في النهاية في 11 يوليو 1915.SMS Karlsruhe هو طراد آخر سريع وكان يتواجد في بحر الكاريبي في لحظة بدء القتال: الطراد هاجم فورا المرور التجاري مغرقا 17 سفينة بضائع، ولكن في الرابع من نوفمبر 1914 تم تفجيره وغرقه على بعد 200 ميل شرق ترينيداد بسبب تفجير عرضي في مخزن الذخيرة.
تدمير فريق von Spee ترك المستعمرات الألمانية المتفرقة على المحيط الهادي بالفعل بدون حماية : وبدعم من الاسطول الأسترالي احتلت القوات النيوزلاندية ساموا، بينما في سبتمبر اللاحق استولى الأستراليون على غينيا الألمانية الجديدة. وُضعت قاعدة تشينغداو تحت حصار فريق ياباني مدعم بشكل كبير من البحرية الامبراطورية اليابانية: فقد كان متبقي في الميناء فقط الطراد النمساوي القديم SMS Kaiserin Elisabeth واربع زوارق حربية وطوربيد S-90 الذي نجح في 17 أغسطس 1914 في اغراق الطراد الياباني Takachiho بقاذف؛ ودون أي دعم استسلمت حامية الحصن الألماني في النهاية في السابع من نوفمبر التالي. استولت البحرية اليابانية على المستعمرات الألمانية المتبقية في جزر كارولين والمارشال والماريانا في خلال نهاية أكتوبر 1914.
وقد وقعت عمليات بحرية خاصة جدا في مياه البحيرات العظمى بجنوب شرق أفريقيا في ظل حملة شرق أفريقيا الاشرس: وإذا تم تحييد بسرعة الوحدات الألمانية القليلة في بحيرات نياسا وفيكتوريا من قبل الزوارق البريطانية والبلجيكية كثبرة العدد، فقد كانت المعركة أطول في بحيرة تنجانيقا حيث كانت بضعة من الزوارق الحربية وسفن نقل صغيرة مسلحة تحت قيادة الكابتن Gustav Zimmer قادرة على السيطرة على صفحة كبيرة من الماء في مواجهة وحدات سلطة كونغو البلجيكية الشحيحة؛ فكان رد فعل البريطان انهم ارسلوا في البحيرة مجموعة مسلحة من القوارب الصغيرة القابلة للتفكيك في نهاية رحلة طويلة خلال الانهار والغابات في الكونغو فنجحو في النهاية في الانتصار على الوحدات الألمانية في نهاية شهر مايو 1916.

## إستسلام القوات المركزية
اثناء شهر أكتوبر 1918 يجب على الجبهة الغربية لقوات الحلفاء ان تتقدم الآن لا محاله باتجاه الحدود البلجيكيه استغلال للفوضى الداخلية في ألمانيا وتفوق واضح من الرجال والمعدات إلى الجبهة .(98) ففى ألمانيا يوم 25 أكتوبر نشرت الصحف البرقية ثم الغيت وكانت عندما امر بالقتال حتى النهاية . غضب وذهب الأمير ماكش فون بادن إلى القيصر للمطالبه باستقاله لودندورف وإذا تعذر ذلك توفر تلك التابعة للحكومة . ذهب لودندورف بدوره من قبل ويليام الثاني ليطلب منه رفض العرض مرة أخرى لوضع شروط الهدنة من قبل الرئيس الأمريكي ويلسون ومواصلة الكفاح.و كان لودندورف بدعم من هيندينبيرغ، والأهم، وزير الحرب شويش، ولكن تحقيق استحالة مثل هذا الطلب من الإمبراطور، واستقال لودندورف .(99)
في حين ان تركيا كانت تتفاوض على الاستسلام والنمسا والمجر بادرت بالاتصال مع إيطاليا، وكان الأسطول الألماني في أعالي البحار لم يعد على استعداد لمواصلة الحرب: والامر الممنوح لها للإبحار لشن هجوم نهائي أذهل الأميرالية البريطانية هو فك الرسالة، ولكن رفض البحارة الألمانية للطاعة. حاول الأميرال شير بجميع الوسايل لإقناع الرجال للقتال، ولكن البحارة رفض أن يقتنع، أعطيت خمسة أضعاف أجل الإبحار ورفض خمس مرات الاوامر. وألقي القبض على آلاف المتمردين، ولكن في القيام بذلك ثبتوا الأسطول. في 28 أكتوبر، وسفينة أجاممنون الحربية ، قبالة جزيرة ليمنوس، وقد بدأ مفاوضون التركيون والبريطانيون إلى وضع اللمسات الأخيرة على التفاصيل الأخيرة من الهدنة التي من شأنها أن تدخل حيز التنفيذ في منتصف الليل في اليوم التالي.و الشروط المفروضة على تركيا لفتح الدردنيل والبسفور إلى السفن الحربية للحلفاء وقبول الاحتلال العسكري من الحصون على ضيق. في 31 أكتوبر، في ميناء بولا، استغرق السلاف الجنوبية المسؤوله عن السفن الحربية النمساوية المجرية والإمبراطور تشارلز الأول من النمسا قد أعطاهم اعتقادا منهم بعدم نقل النظر عن الهدنة، ولكن مجموعة من غزاة الإيطاليوون، وليس أبلغ من الحقيقة، هاجموا سفينة حربية وهي فيريبوس اونيتيز وغرقت مع وفاة مئات من البحارة في واحدة تعرف باسم «مؤسسة بولا». تم التخلي عن الأسطول من نهر الدانوب إلى المجر.(102)
يوم 4 نوفمبر، دخل حيز التنفيذ أيضا هدنة مع النمسا والمجر. واصلت ألمانيا فقط للقتال حتى لو امتدت التمرد البحرية الألمانية كالنار في الهشيم. في كييل ذهب في نفس اليوم الآلاف من البحارة، وذهب العديد من العمال والجنود إلى تضخم صفوف البحارة تمرد في اليوم السابق وقد وصل عددهم إلى 20.000.و ذهب عدة آلاف من البحارة في كييل إلى برلين من أجل إقامة علم الفتنة. أعلن البحارة 5 لوبيك وترافيموند تمسكهم بالثورة، في اليوم التالي البحارة من هامبورغ ولم بريمن وكوكسهافن وفيلهلمسهافن فعلوا الشئ نفسه.(103) وفي مساء يوم 8 نوفمبر وصلت الاميرال فون هنتزا سبا، حيث الحكومة الألمانية والقيصر تجمعوا لمناقشة الاستسلام عن التواصل وان قوات الإمبراطور البحرية لن تطاع اوامره .(104)
في اليوم التالي وقعت ألمانيا على الهدنة من كومبين: احتلت قوات الحلفاء البلاد وكان داخليا هوتشسيفلوتى قد اعتقل في القاعدة البريطانية من سكابا التدفق. في 18 يناير 1919 بدأ مؤتمر السلام في باريس، والتي ستقرر مصير ألمانيا، وكان واضحا منذ البداية أن العائد المقدم لبيع الأسطول للفائزين، لذلك في 21 يونيو الأسطول الألماني في سكابا التدفق الذاتي غرقت. في 22 يونيو 1919 في فرساي، اتفق أعضاء اللجنة على التوقيع على معاهدة بين الدول المنتصرة وألمانيا، التي رفضت فقط شرط من إعلان «الذنب» في حين ممثلي الحلف يستعدون لمناقشة هذه المبادرة الجديدة من التحدي. (105)
```
جاء الخبر غرق المركبة، والحلفاء قرروا على الفور ليس فقط على رفض أي تعديل للمعاهدة، ولكن فقط أربع وعشرين ساعة لإعطاء الألمان الوقت ليوقعوا عليه.(106) وبعد ذلك أجبر الألمان على توقيع معاهدة مع ظروف مهينة للسلام، ويوم 28 يونيو صادقت عليها 44 دولة. وفي الوقت نفسه، تم بيع السفن النمساوية المجرية قبل الهدنة لتكون متألفه من الدول البحرية التي تغذي ثم إلى يوغوسلافيا، ولكن لم يتم التعرف على بيع من قبل الحلفاء وجود قيمة قانونية، بحيث توجد فئة كاملة من المدمرات تاترا، باستثناء وحده واحده ، تم تعيينه إلى إيطاليا، فضلا عن رساله السفينة الحربية تيغيتهوف ومست فرنسا مدمره وسفينه حربيه ورساله برينزيوجين التي وقد تم لاحقا غرقت ، في حين مست المملكة المتحدة تفكيك الوحدات الأخرى.
```

حتى صدر أمر القوات البحرية العثمانية، على أساس من معاهدة سيفر، والحلفاء لتقديم أسطولها معركة خفضت الآن إلى يافوز عدد قليل آخر من وحدات فعالة، وتطوير الحرب التركية لاستقلال وتوقيع معاهدة جديدة لوزان في عام 1923، ومع ذلك، يعني أن النقل لم يحدث، ثم ظلت على قيد الحياة وحدات عثمانية كامله لخدمة القوات البحرية التركية الجديدة.

## أنظر ايضاا
- حاجز ألغام بحر الشمال
- حاجز الشمال
- حاجز دوفر